# John Gerald Neville
John Gerald Neville CSSp (ur. 29 października 1858 w Dublinie, zm. 27 lutego 1943) – irlandzki duchowny rzymskokatolicki, duchacz, misjonarz, wikariusz apostolski Zanzibaru.

## Biografia
1 listopada 1885 otrzymał święcenia prezbiteriatu i został kapłanem Zgromadzenia Ducha Świętego pod opieką Niepokalanego Serca Maryi Panny.
1 września 1913 papież Pius X mianował go wikariuszem apostolskim Zanzibaru oraz biskupem tytularnym Carrhae. 28 października 1913 przyjął sakrę biskupią z rąk biskupa Raphoe Patricka Josepha O’Donnella. Współkonsekratorami byli biskup Clonfertu Thomas Patrick Gilmartin oraz biskup Achonry Patrick Morrisroe.
8 marca 1930 zrezygnował z katedry.